# John Flynn (Geistlicher)

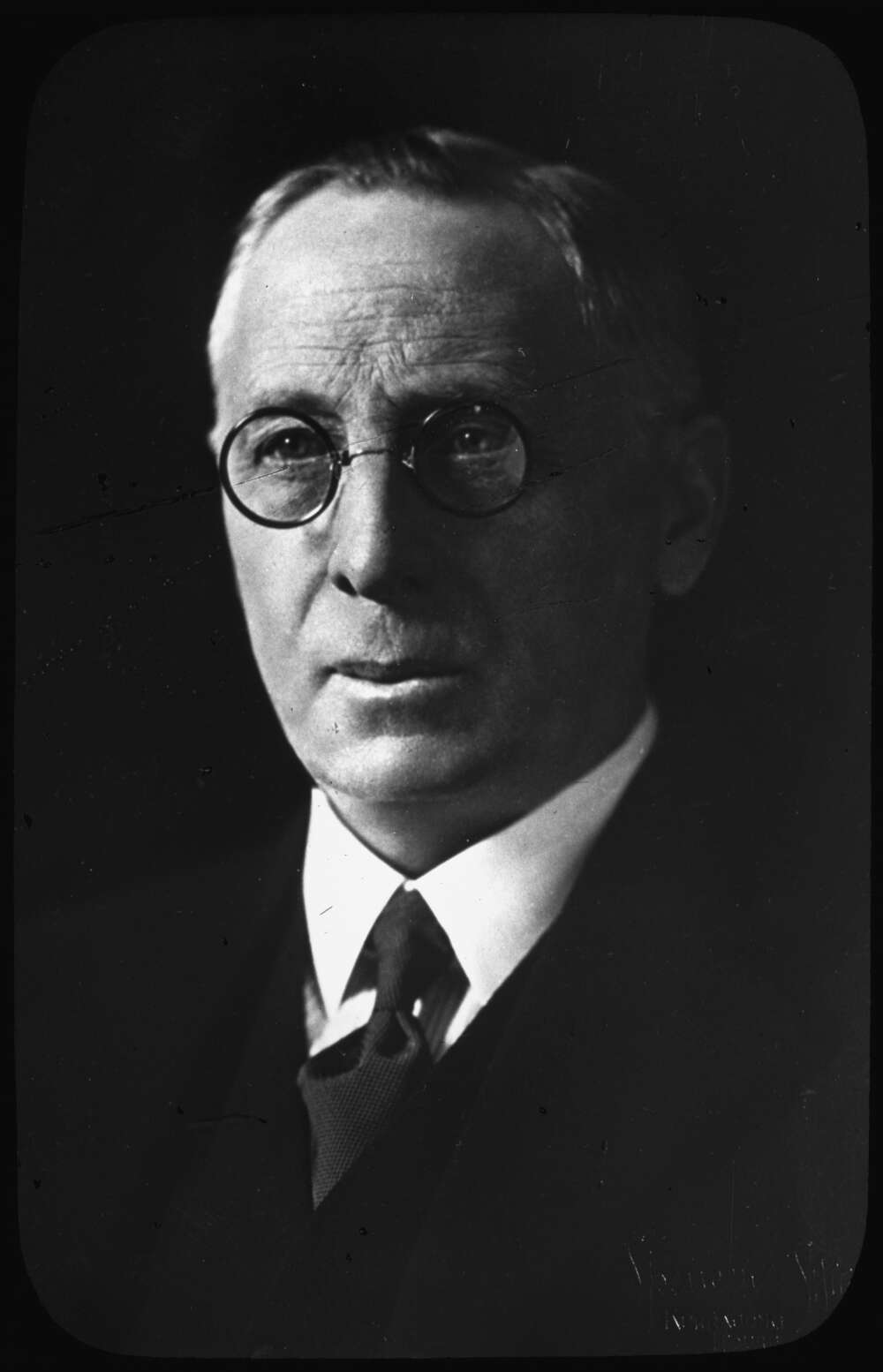
John Flynn, 1929

Reverend John Flynn (* 25. November 1880 Nähe Bendigo; † 5. Mai 1951 in Sydney) war der Gründer des weltweit ersten fliegenden medizinischen Dienstes. Er gründete den australischen Royal Flying Doctor Service of Australia und machte damit das Outback für seine Bewohner zu einem sichereren Lebensraum.

## Leben
John Flynn wurde 1880 in der Nähe von Bendigo (VIC) geboren. Seine Mutter starb im Kindbett, als er drei Jahre alt war, so dass er zunächst von seiner Tante und dann von seinem strengen Vater alleine aufgezogen wurde. Schon früh setzte er sich in den Kopf, Pfarrer zu werden. Nachdem er bereits Erfahrungen als Laienprediger gesammelt hatte, begann er in Melbourne am Ormond College, einem Institut der Universität Melbourne Theologie zu studieren. Er erinnerte sich an die Einsamkeit des Outbacks und schrieb eine Broschüre The Bushman’s Companion, in der Informationen zu Erster Hilfe, Postdienst oder der korrekten Durchführung einer Beerdigung aufgeführt waren.

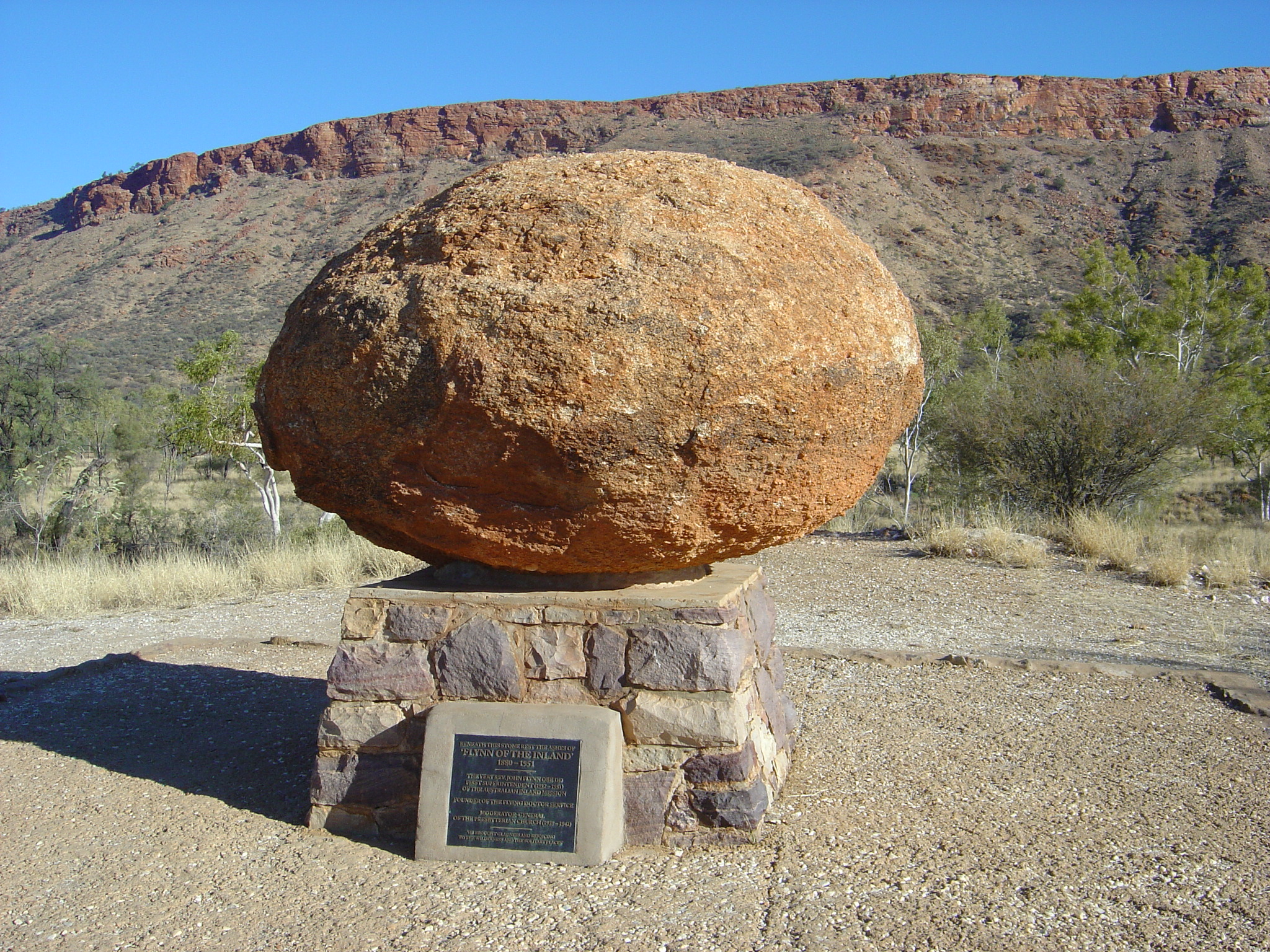
Alice-Springs-Grab von John Flynn.

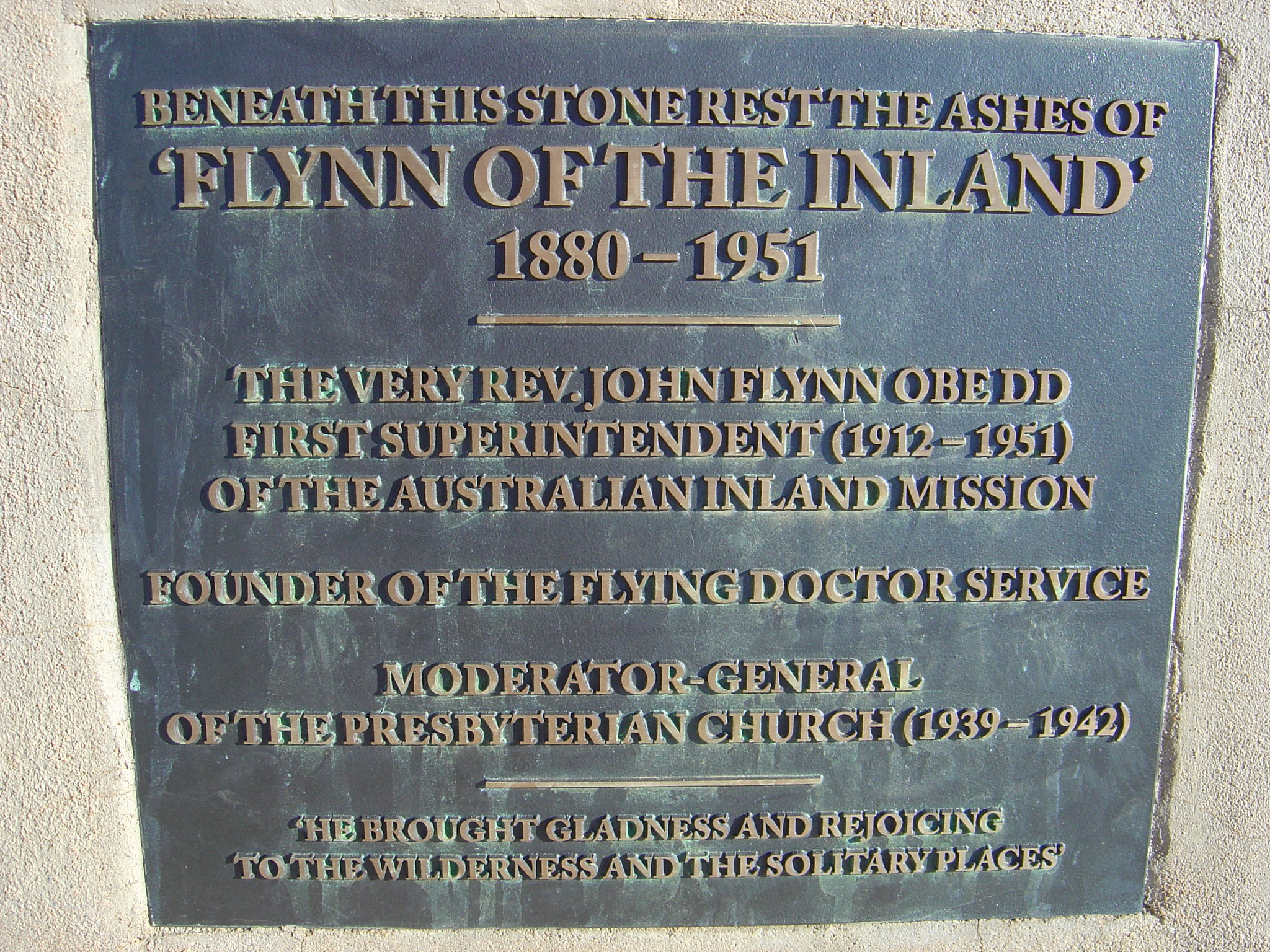
Alice-Springs-Grab von John Flynn (Detail).

Am 24. Januar 1911 wurde er von der Presbyterian Church zum Priester geweiht. Seine erste Stelle trat er in Beltana im Norden von South Australia an, damals eine winzige Siedlung 500 km nördlich von Adelaide. Als er 1912 von der Missionsleitung seiner Kirche beauftragt wurde, einen Bericht über die Lebensbedingungen und religiösen Bedürfnisse der Bewohner des Northern Territory zu schreiben, packte er die Gelegenheit beim Schopf. Er reiste nach Katherine, Bathurst Island und Adelaide River, um die Menschen zu befragen. Seine Arbeit beeindruckte die Kirchenleitung so sehr, dass er damit beauftragt wurde, Möglichkeiten zu suchen, seine Pläne umzusetzen. Noch in diesem Jahr wurde die Australian Inland Mission (AIM) gegründet. Er wurde deren erster Superintendent. Da ihm neben der geistlichen Arbeit vor allem den Bedarf an medizinischer Versorgung groß erschien, wurden insgesamt fünfzehn Buschkrankenhäuser errichtet, damit mehr Ärzte den Einwohnern des 2 Mio. km² großen Outbacks Hilfe leisten konnten. Er wollte es erreichen, dass der Busch sicher genug würde, dass Männer heiraten und ihre Familien dort aufziehen würden. Doch die Entfernungen waren immer noch zu groß. Er brauchte vor allem zwei Dinge: Kommunikations- und Transportmittel. Vielleicht könnte man dann die Hilfe dorthin fliegen, wo sie gebraucht wurde. Über diese Idee erschienen Artikel in einigen Zeitungen des Landes, und er begann, sie in seinem Magazin The Inlander, welches er seit 1913 herausgab, aufzugreifen.
Schon 1917 dachte John Flynn über die Nutzung damals moderner Technologien wie Funk und Flugzeug nach und überlegte, wie sie dabei helfen könnten, die notwendige Hilfe zu leisten. Er erhielt einen Brief eines australischen Piloten im Ersten Weltkrieg, Clifford Peel, der von seinen Überlegungen gehört hatte und ihm die Möglichkeiten und Kosten damals erhältlicher Flugzeuge aufzeigte. Nach dem Ersten Weltkrieg gab es in Australien sowohl Flugzeuge als auch Piloten in ausreichender Menge, nur die Kommunikation schien noch schwierig zu sein. Trotzdem begann Flynn z. B. durch Veröffentlichungen in Kirchenzeitungen Spenden für dieses Projekt zu sammeln.

## Die fliegenden Ärzte
Am 2. August 1927 hob der erste fliegende Arzt ab. Es wurde ein Mann geholt, der eine Beckenfraktur hatte und an einer Rückenverletzung litt. Qantas Airways übernahm viele Rettungsflüge und arbeitete mit an diesem Experiment von John Flynn. Am 19. November 1927 wurde bei einer Versammlung bei Qantas das Flying-Doctor-Schema festgelegt. Am 27. März 1928 wurde die Zusammenarbeit genehmigt und mit einem Einjahresvertrag besiegelt. Das erste Flugzeug erhielt den Namen Victory. Noch gab es keine medizinische Versorgung an Bord, das Flugzeug diente lediglich zur Beförderung. Es wurden in Zusammenarbeit mit Qantas genaue Regeln aufgestellt, die für die Sicherheit des fliegenden Personals wie auch der Patienten sorgen sollten. So durfte der Arzt niemals selbst der Pilot sein, der Arzt wurde zu dringenden Fällen geflogen, per Funk sollten medizinische Ratschläge gegeben werden, es sollten Kliniken aufgebaut werden, wo die Ärzte nicht hinkamen und Kontakt aufnehmen mit Stationen der fliegenden Ärzte. Einige hiervon waren nur von einer Krankenschwester besetzt, ein Arzt wurde nur bei Bedarf eingeflogen.
Der erste Stützpunkt der Flying Doctors wurde im Mai 1928 in Cloncurry (QLD) eingeweiht. Diese befindet sich jetzt in Mount Isa. Der erste fliegende Arzt der Welt – Dr. Vincent Welch – sah in seinem ersten Jahr bereits 255 Patienten. Dennoch konnten viele Menschen, die weitab von Telefon und Telegrafen lebten, hiervon nicht profitieren. Wundersamerweise gelang es John Flynn selbst während der Weltwirtschaftskrise, sein Programm auszuweiten und bei Politikern und Kirchenvertretern Unterstützer zu finden, diesen Dienst landesweit auszuweiten.
Zu diesem Zeitpunkt war das Funkgerät noch eine Neuheit und nicht Bestandteil des täglichen Lebens, doch Flynn sah sein Potenzial. Er traf Alfred Traeger, einen Elektroingenieur, der mit dem Funkgerät experimentierte. Nach vielen Fehlversuchen und Experimenten stellte Traeger ein so genanntes Tret-Funkgerät her. Ein Benutzer konnte die Pedale treten und hatte die Hände frei für die Morsezeichen auf den Wählscheiben. Am 20. Juni 1929 wurde die erste offizielle Nachricht von Augustus Downs nach Nord-Queensland übermittelt. Die Kosten für dieses Tretfunkgerät betrugen 65 $, und Flynn sah seine Vision Gestalt annehmen. 1937 war der Morseschreiber Geschichte, es kam das Telefon auf. 1939 brachte Traeger ein Modell heraus, das ganz auf Pedale verzichtete. Er benutzte eine Vibratoren-Einheit. Notrufsysteme verbanden Außenstationen mit dem Krankenhaus zu jeder Tages- und Nachtzeit.
1934 wurde der Australian Aerial Medical Service gegründet. 1939 wurde ein weiterer Stützpunkt in Alice Springs zur Feier des Hundertsten Geburtstags des Landfrauenverbandes zu Ehren der Pionierfrauen und ihrer Leistung bei der Besiedlung des Outbacks eingerichtet. Im November 1939 hatte jeder Staat seinen eigenen Aerial Medical Service (AMS) und die AIM hatte Krankenhäuser in entlegenen Gebieten im ganzen Land. Es gab jetzt sechs Flugzeuge mit Piloten und Ärzten, die zum AMS gehörten. Mitte 2011 operiert diese gemeinnützige Organisation mit 61 Flugzeugen von 21 Standorten aus und versorgt die außerhalb der Ballungsgebiete liegenden Regionen des ganzen Kontinents.
John Flynn starb am 5. Mai 1951 im Prince-Alfred-Krankenhaus in Sydney an Krebs. Seine Beerdigungszeremonie wurde auf dem Netzwerk der Fliegenden Ärzte ausgestrahlt und in die entlegensten Siedlungen und Stationen des Outbacks übertragen. Heute erinnern in ganz Australien die verschiedensten Gedenkstätten an Flynn. Die John-Flynn-Gedächtniskirche in Alice Springs wurde am 5. Mai 1956, fünf Jahre nach Flynn’s Tod eröffnet. Der Royal Flying Doctor Service – der den Zusatz Royal seit einem Besuch der Queen 1956 tragen darf – und die Australian Inland Mission geben täglich Zeugnis ab über die Visionen und Träume von John Flynn.